# راه‌آهن ارمنستان
راه‌آهن ارمنستان (ارمنی: Հայկական երկաթուղի) شرکت ملی راه‌آهن در کشور ارمنستان است که در سال ۱۹۹۲ میلادی تأسیس شده است.